# تشارلز أندرو ويلارد
تشارلز أندرو ويلارد (بالإنجليزية: Charles Andrew Willard)‏ (و. 1857 – 1914 م) هو محامي، وقاضي من الولايات المتحدة الأمريكية.